# Melgar
Melgar – miasto w Kolumbii, w departamencie Tolima.